# Šahovska olimpijada 1970.
19. Šahovska olimpijada održana je 1970. u Njemačkoj, tada SR Njemačka. Grad domaćin bio je Siegen.

## Poredak osvajača odličja
| Mj. | Država      | Bodova | Igrači |
| --- | ----------- | ------ | ------ |
| 1.  | SSSR        | 27,5   |        |
| 2.  | Mađarska    | 26,5   |        |
| 3.  | Jugoslavija | 26,0   |        |

| Pobjednici         |
| ------------------ |
| SSSR Deseti naslov |